# ام‌وی فرودر
ام‌وی فرودر (به انگلیسی: MV Fairweather) یک کشتی است که طول آن 235 ft (72 m) می‌باشد. این کشتی در سال ۲۰۰۴ ساخته شد.